# Ruta del ámbar

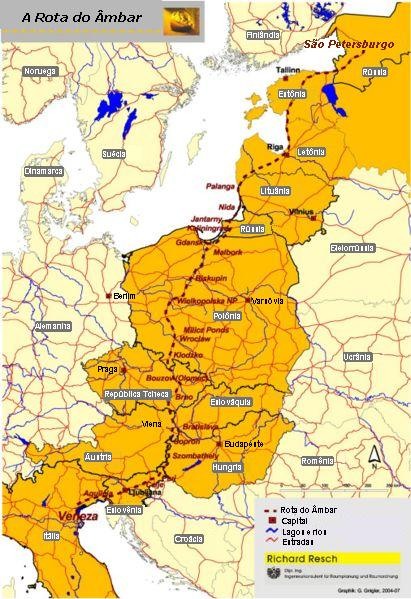
Ruta del ámbar.

La Ruta del ámbar es una antigua ruta comercial que conectaba el mar del Norte y el mar Báltico con Italia, Grecia, y el Mar Mediterráneo, así como el mar Negro y Egipto desde antes del nacimiento de Cristo y durante un vasto período posterior. Un componente vital para la elaboración de objetos ornamentales, el ámbar era transportado por esta ruta. Los principales trayectos fluviales eran realizados por los ríos Vístula y Dniéper.

## Historia
El ámbar era negociado por esta ruta comercial ya desde la Prehistoria. Con la expansión del Imperio romano hasta el Danubio, probablemente hacia inicios del siglo I bajo los gobiernos de César Augusto y Tiberio, la ruta se convirtió en una calzada romana dentro del área perteneciente al Imperio. El trayecto romano de la ruta del ámbar puede ser encontrado en los registros de la Tabula Peutingeriana (un mapa que muestra la red de caminos del Imperio romano, creado en el siglo IV). La calzada que ofrecía mayor seguridad en períodos invernales, uniendo Carnuntum en el Danubio, con Aquilea en Italia, era conocida como ruta romana del ámbar. Plinio el Viejo (23-79), describió cómo era hecho el transporte del ámbar desde las costas bálticas hasta Aquileia por esa ruta y desde entonces ésta recibió el nombre con el que se le conocería.
La ruta principal seguía en dirección sur partiendo en las costas del Báltico, en Prusia a través de las tierras de Boii (actual Bohemia) hasta llegar al Mar Adriático. Fue encontrado ámbar báltico en la tumba del faraón egipcio Tutankamón, así como se envió desde el Mar del Norte ámbar para el Templo de Apolo en Delfos como ofrenda. A partir del Mar Negro, el comercio podía seguir en dirección al Cáucaso, y el resto de Asia, a lo largo de la Ruta de la seda, otra antigua ruta de comercio.
En Escandinavia la ruta del ámbar llevó las influencias del Mar Mediterrâneo a los países más al norte de Europa, probablemente haciendo surgir la prolífica cultura de la Edad de Bronce Nórdico.
Desde al menos el siglo XVI a. C., el ámbar se trasladó desde el norte de Europa hasta la zona mediterránea. El adorno de pecho del faraón egipcio Tutankamón (c. 1333-1324 a. C.) contiene grandes cuentas de ámbar báltico Schliemann encontró cuentas de ámbar báltico en Micenas, como demostró una investigación espectroscópica. La cantidad de ámbar en la tumba real de Qatna (Siria) no tiene parangón en los yacimientos conocidos del segundo milenio a. C. en el Levante y el Próximo Oriente Antiguo. Desde el Mar del Norte se enviaba ámbar al templo de Apolo en Delfos como ofrenda. Desde el Mar Negro, el comercio podía continuar hacia Asia a través de la Ruta de la Seda, otra antigua ruta comercial.

## Tramos conocidos por país

### Europa Central

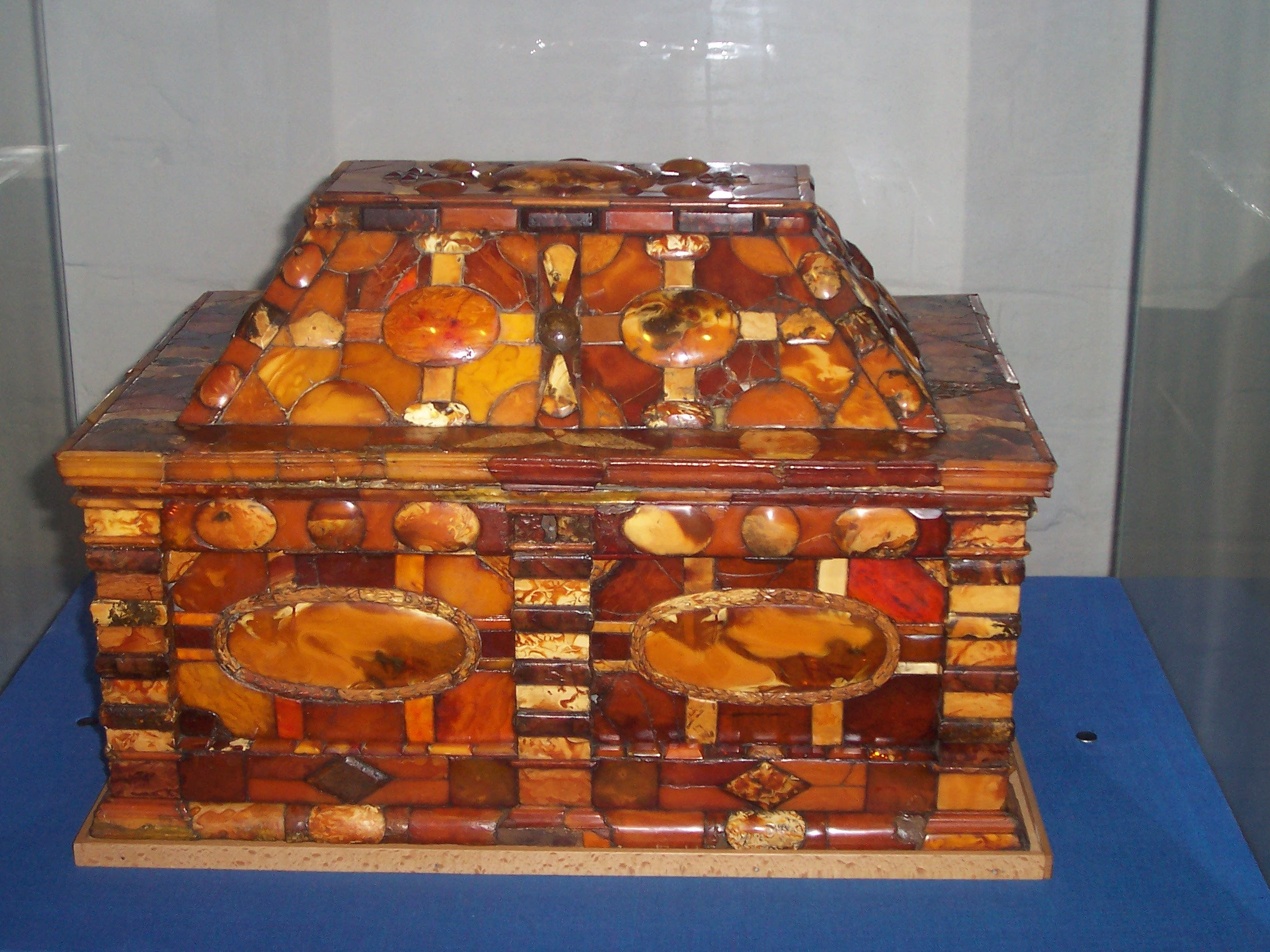
Baúl recubierto con ámbar.

Las más cortas (y probablemente las más antiguas) calzadas evitaban las áreas alpinas e iban de las costas del Mar Báltico (Estland) a través de Polonia, pasando por la región de Moravia en República Checa, siguiendo el curso del río March en Eslovaquia hasta la Baja Austria, cruzando el Danubio en Carnuntum, aproximadamente 50 km al este de Viena. Evitando los pasos montañosos de los Alpes, la ruta continuaba por Scarbantia (Sopron, Hungría), Savaria (Szombathely, Hungría), Poetovio (Ptuj, Eslovenia), Emona (Liubliana, Eslovenia) hasta llegar a Aquilea en la costa del Mar Adriático. Entre Sopron y Szombathely, la ruta del ámbar pasa por la región central de Burgenland (distrito de Oberpullendorf), una área de extracción de hierro celta muy importante para la industria bélica romana. Este tramo de la ruta es considerado actualmente Patrimonio Mundial. En los siglos III y IV, la ruta perdió su función de conexión entre Italia y Carnuntum. Desde que la ruta romana del ámbar desapareció en medio de la construcción de modernas carreteras, algunos trayectos de la antigua ruta aún pueden ser reconocidos en fotografías aéreas en campos de cereales recientemente arados.

### Alemania
Varias calzadas unían el Mar del Norte (Nordsee) y el Mar Báltico (Ostsee), especialmente desde la ciudad de Ambur (actual Hamburgo) por el Paso del Brennero (Brennerpass), siguiendo en dirección sur hacia Brindisi (Brundisium) en Italia y Ambracia (Grecia).

### Suiza
La región de Suiza posee un número de calzadas alpinas, concentradas alrededor de la ciudad de Berna (Bernstein es la palabra del idioma alemán para ámbar) y probablemente originada en los márgenes de los ríos Ródano y Rin.

### Países Bajos
Una pequeña parte, incluyendo Baarn, Barneveld, Amersfoort y Amerongen, conectaba el Mar del Norte con el Bajo Rin francés.

### Bélgica
Una pequeña parte sigue en dirección sur de Amberes y Brujas hacia las ciudades de Braine-l’Alleud y Braine-le-Comte, ambas cuyos nombres originales eran "Brennia-Brenna" (en latín: “Burner”). La ruta continuaba hasta el río Mosa pasando por Berna en Suiza.

### Francia
Tres calzadas pueden ser identificadas partiendo desde la región conocida como Brenne hasta la desembocadura del Loira pasando por Bresse y Berna, cruzando los Alpes en dirección a Suiza e Italia. Fragmentos de calzadas se encuentran en Amberes (próximo a Burdeos), siguiendo en dirección a Béarn y utilizando los Pirineos como una ruta de comercio.

## Ruta del ámbar hoy
En Polonia la autopista A1 es también conocida como Autopista del ámbar (Ruta del ámbar).